# Obiectivitate
Despre obiectivitatea articolelor de la Wikipedia vezi Wikipedia:Punct de vedere neutru.
Obiectivitatea este caracteristica măsurării științifice care poate fi testată independent de omul de știință individual (subiectul) care o propune. Obiectivitatea este proprietatea subiectului cunoscător de a ține seama de ceea ce este obiectiv, de a nu deforma realul prin adaosuri și modificări arbitrare. Obiectivitate înseamnă nepărtinire, imparțialitate.